# Districte de Thal

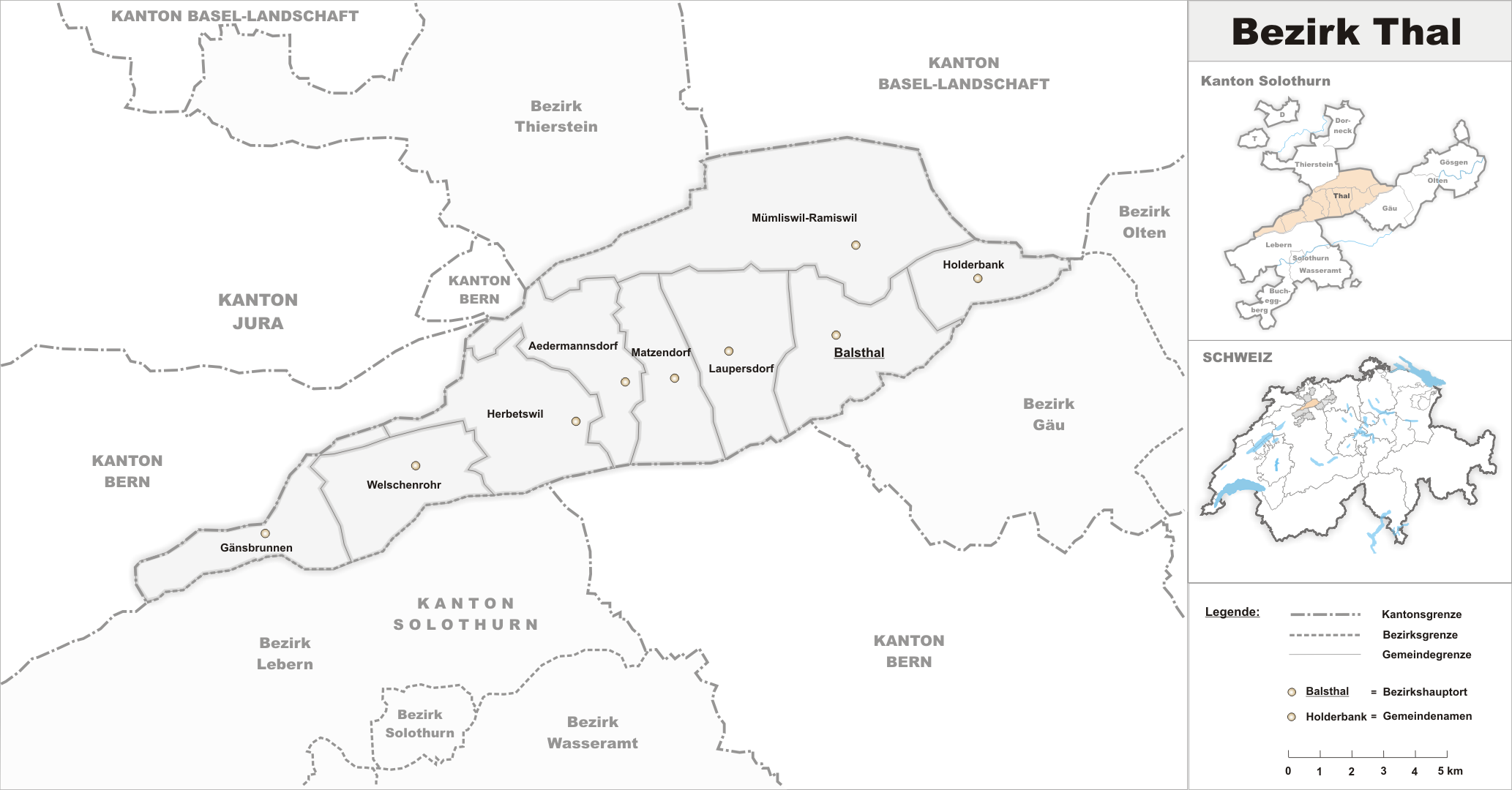
El districte de Thal

El districte de Thal és un dels deu districtes del cantó de Solothurn (Suïssa). Té una població de 14410habitants (cens de 2007) i una superfície de 139.33 km². Està format per 9 municipis i el cap del districte és Balsthal.

## Municipis
- CH-4714 Aedermannsdorf
- CH-4710 Balsthal
- CH-4716 Gänsbrunnen
- CH-4715 Herbetswil
- CH-4718 Holderbank
- CH-4712 Laupersdorf
- CH-4713 Matzendorf
- CH-4717 Mümliswil-Ramiswil
- CH-4716 Welschenrohr